# قيصوم منجلي
القيصوم المنجلي (باللاتينية: Achillea falcata) نوع نباتي عشبي يتبع جنس القيصوم من الفصيلة النجمية.

## الموئل والانتشار
ينتشر في بلاد الشام وتركيا.